# Huangsongyu Shuiku
Huangsongyu Shuiku (kinesiska: 黄松峪水库) är en reservoar i Kina. Den ligger i storstadsområdet Peking, i den norra delen av landet, omkring 79 kilometer nordost om stadskärnan. Trakten runt Huangsongyu Shuiku består till största delen av jordbruksmark.
Genomsnittlig årsnederbörd är 799 millimeter. Den regnigaste månaden är juli, med i genomsnitt 231 mm nederbörd, och den torraste är januari, med 3 mm nederbörd.